# Margita
Margita (en serbe cyrillique : Маргита ; en roumain : Mărghita ; en hongrois : Nagymargita) est un village de Serbie situé dans la province autonome de Voïvodine. Il fait partie de la municipalité de Plandište dans le district du Banat méridional. Au recensement de 2011, il comptait 926 habitants.
Margita est officiellement classée parmi les villages de Serbie.

## Démographie

### Évolution historique de la population
| 1948  | 1953  | 1961  | 1971  | 1981  | 1991  | 2002  | 2011 |
| ----- | ----- | ----- | ----- | ----- | ----- | ----- | ---- |
| 1 863 | 1 975 | 1 998 | 1 827 | 1 550 | 1 313 | 1 047 | 926  |

|  |